# Opisthoxia eustyocharia
Opisthoxia eustyocharia là một loài bướm đêm trong họ Geometridae.